# 1 Korpus Armijny (Wielka Brytania)
1 Korpus Armijny – wyższy związek taktyczny brytyjskich Sił Zbrojnych.

## Charakterystyka
Po II wojnie światowej 21 Grupa Armii przekształcona została w Brytyjską Armię Renu. Od 1952 dowódca Armii Renu był jednocześnie dowódcą Północnej Grupy Armii. Podstawowym związkiem taktyczno-operacyjnym Armii Renu był 1 Korpus Armijny wyposażony w najnowocześniejsze jak na owe czasy uzbrojenie, w tym środki do przenoszenia broni jądrowej.

## Struktura organizacyjna
W 1951
- dowództwo Korpusu – Herford
- 6 Dywizja Pancerna
- 7 Dywizja Pancerna
- 11 Dywizja Pancerna
- 2 Dywizja Piechoty
- jednostki korpuśne

W 1989
- dowództwo Korpusu – Bielefeld
- 1 Dywizja Pancerna – Verden
- 2 Dywizja Zmechanizowana – York
- 3  Dywizja Pancerna – Soest
- 4 Dywizja Pancerna – Herford
- 1 Brygada Artylerii – Dortmund

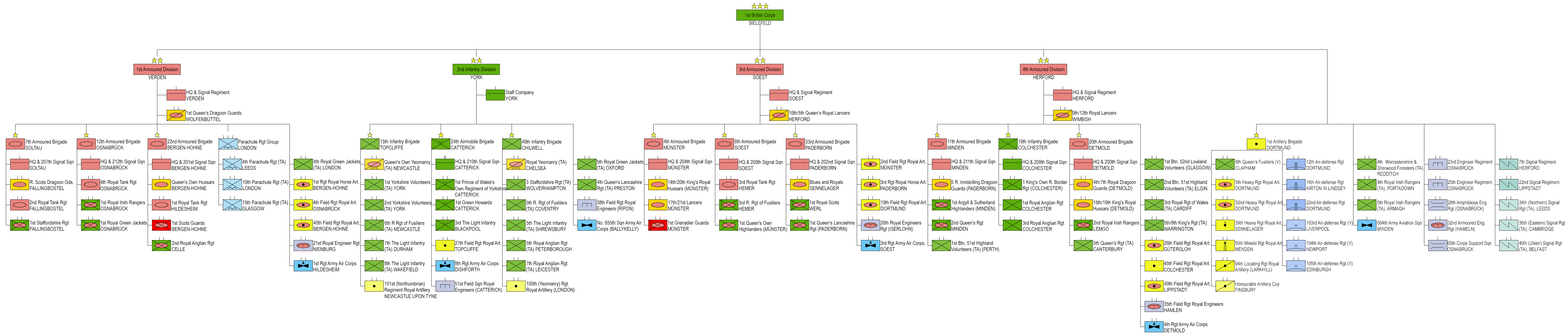
Struktura 1 Korpusu Armijnego w1989